# 메모리 카드 리더

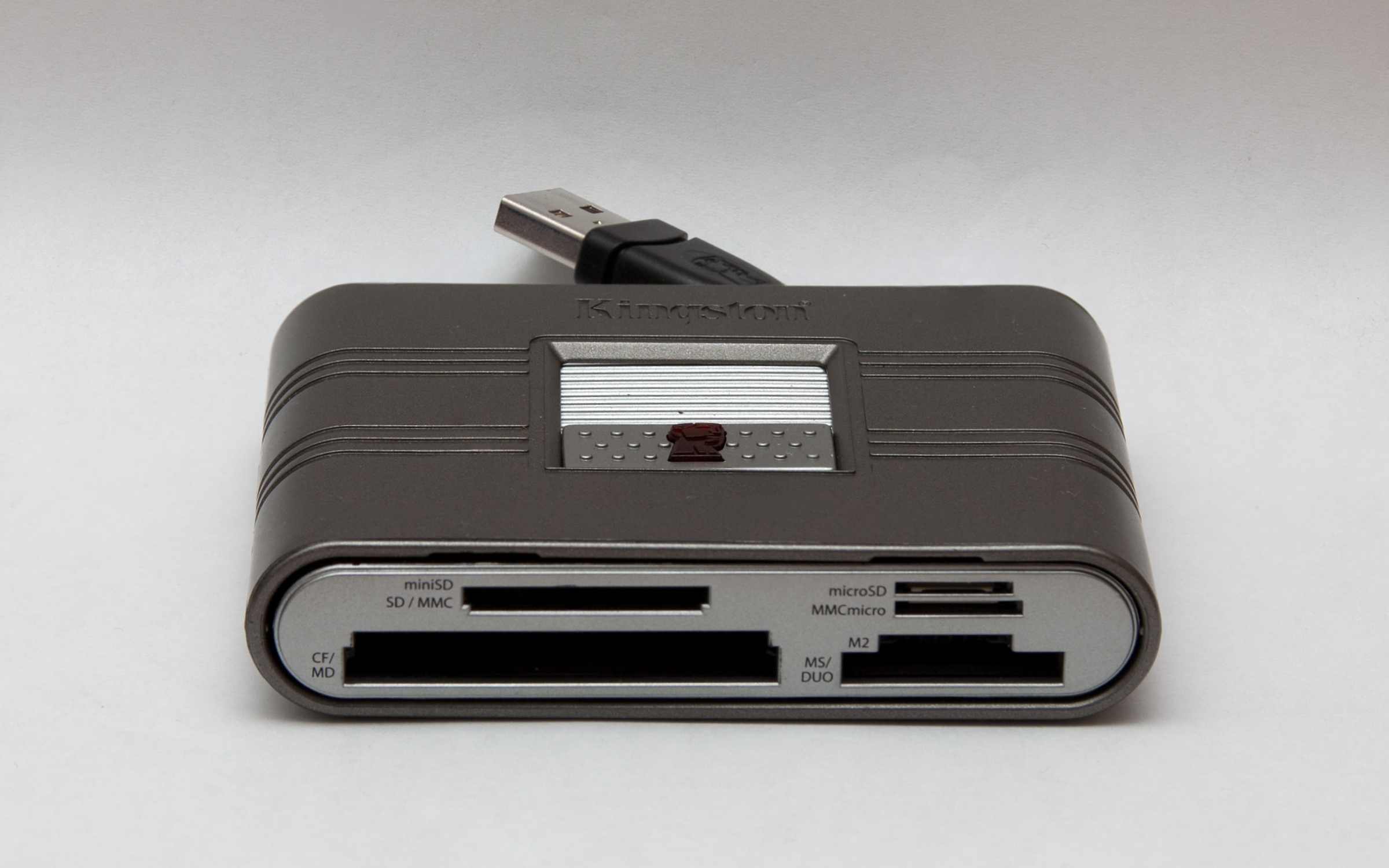
수많은 포맷과 호환되는 일반적인 현대의 메모리 카드 리더

메모리 카드 리더(Memory card reader)는 콤팩트플래시(CF), SD 카드(SD), 멀티미디어카드(MMC)와 같은 메모리 카드의 데이터에 액세스하는 장치이다. 대부분의 카드 리더는 쓰기 기능도 제공하며, 카드와 함께 펜 드라이브(pen drive) 역할을 할 수 있다.
일부 프린터와 스마트폰에는 카드 리더가 내장되어 있으며, 많은 노트북과 대부분의 태블릿 컴퓨터에도 마찬가지이다.
멀티 카드 리더는 여러 종류의 플래시 메모리 카드와 통신하는 데 사용된다. 멀티 카드 리더는 내장 메모리 용량은 없지만 여러 종류와 스타일의 메모리 카드를 사용할 수 있다.
스마트폰, 휴대폰, 카메라, 디지털 카메라와 같은 다른 기기와 달리 메모리 카드 리더는 FAT(FAT16, FAT32, exFAT) 이외의 파일 시스템으로 포맷할 수 있다. 윈도우에서는 NTFS, 리눅스에서는 ext, ext2, ext3, Mac OS에서는 HFS, HFS+로 포맷할 수 있다. 스마트폰이나 카메라와 같은 다른 기기는 FAT 형식으로만 포맷한다. 내장 카드 리더는 일반적으로 내장 USB 1.1 / 2.0 / 3.x 포트에 연결된다.
호환되는 메모리 카드의 수는 리더마다 다르며, 20가지 이상의 다양한 유형을 포함할 수 있다. 멀티 카드 리더가 수용할 수 있는 메모리 카드의 수는 x-in-1로 표현되며, x는 수용 가능한 메모리 카드 수를 나타내는 성능 지수이다(예: 35-in-1). 카드 리더는 카드 슬롯의 종류와 개수에 따라 세 가지 유형으로 분류된다. 단일 카드 리더(예: SD 카드 1개), 멀티 카드 리더(예: 9-in-1), 직렬 카드 리더(예: SD 카드 4개)이다.
자체 USB 기능을 갖춘 일부 메모리 카드는 카드 리더가 필요하지 않는다. 예를 들어, 인텔리전트 스틱 메모리 카드는 USB 슬롯에 직접 연결할 수 있다.
사용되는 USB 장치 클래스는 0x08이다.
최신 UDMA-7 컴팩트 플래시 카드와 UHS-I 보안 디지털 카드는 USB 3.0 데이터 전송 속도를 지원하는 메모리 카드 리더와 함께 사용할 경우 89MB/s 이상, 최대 145MB/s의 데이터 전송 속도를 제공한다. 2011년부터 보안 디지털 메모리 카드에는 UHS-II 버스 인터페이스 옵션이 추가되어 최대 데이터 전송 속도가 312MB/s로 향상되었다.

## 같이 보기
- 카드 리더